# Дуб черешчатий (Горошине)
Дуб чере́шчатий (Дуб І. П. Котляревського) — ботанічна пам'ятка природи місцевого значення в Україні. Розташована в межах Семенівського району Полтавської області, в західній частині села Горошине. 
Площа 0,02 га. Статус надано згідно з рішенням облвиконкому від 18.04.1964 року №135. Перебуває у віданні: Горошинська сільська рада. 
Статус надано для збереження одного екземпляра вікового дуба. За переказами, під дубом виступав І. П. Котляревський.

## Галерея

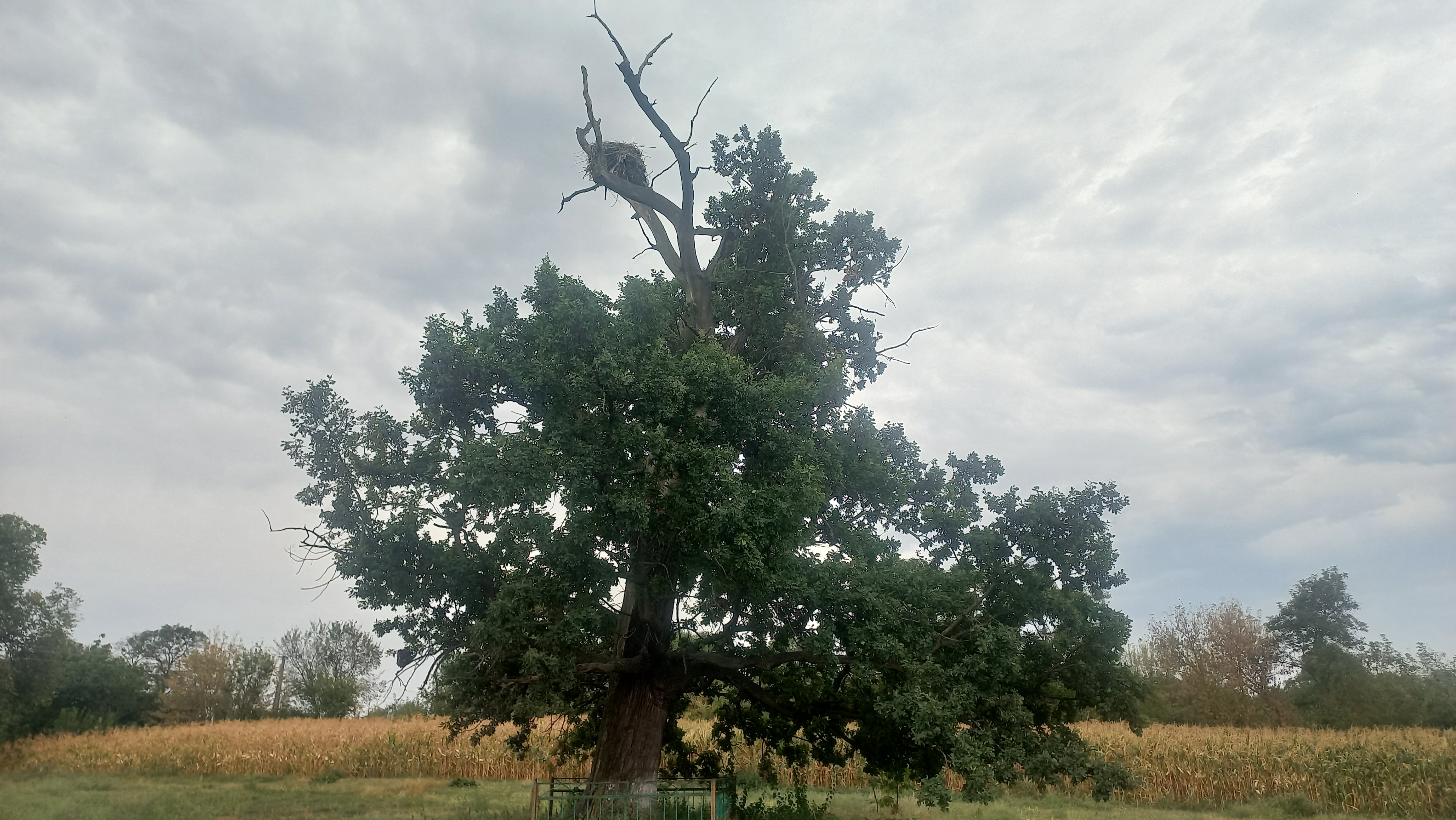